# Bruno Ehrlich
Bruno (Alfred) Ehrlich (ur. 28 maja 1868 w Gdańsku, zm. 7 lutego 1945 w Elblągu) – niemiecki archeolog, historyk i kierownik Muzeum Miejskiego działający w Elblągu, przewodniczący Elbląskiego Towarzystwa Starożytności (Elbinger Altertumsgesellschaft – E.A.G.). 

## Życiorys
Był synem gdańskiego kupca. Po ukończeniu gdańskiego gimnazjum, w latach 1886–1892 studiował filologię klasyczną i niemiecką, religioznawstwo oraz historię na uniwersytetach w Królewcu, Marburgu, Berlinie i Wrocławiu, gdzie dwa lata później uzyskał tytuł doktora filologii. Do roku 1905 pracował jako nauczyciel pomocniczy w Elblągu, Gdańsku, Starogardzie Gdańskim, Grudziądzu, Malborku i Chojnicach. Po tej dacie został zatrudniony w elbląskim Gimnazjum Państwowym, najpierw jako starszy nauczyciel, a od roku 1910 jako profesor i radca naukowy, gdzie pracował aż do przejścia na emeryturę w roku 1932. W latach 1906–1916 był wiceprzewodniczącym E.A.G., a po rezygnacji Roberta Dorra i po powrocie z frontu jednogłośnie wybrano go na przewodniczącego. 
Był współtwórcą, wydawcą i nieprzerwanie od roku 1920 był współredaktorem periodyku Elbinger Jahrbuch (1920–1941, 1–16). W tym samym roku mianowano go stałym przedstawicielem męża zaufania ds. zabytków pradziejowych dla okręgu rejencyjnego Westpreussen. Kontynuował osiągnięcia swoich poprzedników Siegfrieda Angera i Roberta Dorra, rozbudowując Muzeum Miejskie, które pod koniec lat 30. zajmowało już trzy zabytkowe kamienice na Starym Mieście i posiadało 12 działów oraz 30 sal wystawowych. Jednak domeną Ehrlicha była archeologia, głównie pradziejowa, której poświęcił większość swoich publikacji. Wraz z profesorem Maxem Ebertem prowadził pionierskie w skali Prus Wschodnich badania dawnych założeń obronnych. Przebadał kilkadziesiąt stanowisk archeologicznych, w tym cmentarzysko pruskie w Kamionce-Żytnie, osadę w Myślęcinie, zespół cmentarzysk i osad przy ulicy Moniuszki w Elblągu, prusko-skandynawskie cmentarzysko w Elblągu (Pole Nowomiejskie), a także osady kultury rzucewskiej w Św. Kamieniu-Przylesiu, Suchaczu i Tolkmicku. Współpracował ze znanymi wówczas archeologami pruskimi: Wolfgangiem La Baumem i Wilhelmem Gaertem, przyjaźnił się z Maxem Ebertem i Gustafem Kossinną, którego szkoły był przedstawicielem. 
Zginął w dniu 7 lutego 1945 na ulicach Elbląga podczas oblężenia miasta przez Armię Czerwoną, zabity przez pocisk artyleryjski.